# Microeca flavigaster
Microeca flavigaster е вид птица от семейство Petroicidae.

## Разпространение
Видът е разпространен в Австралия, Индонезия и Папуа Нова Гвинея.